# Bernard Evans Ward
Bernard Evans Ward (1857 à Londres - 3 août 1933 à Akron, Ohio, États-Unis,) est un peintre britannique renommé de l'ère victorienne qui a gagné une médaille d'or pour quelques œuvres exposées à la Royal Society of British Artists.

## Biographie
Après une poursuite qui lui a coûté une fortune, il a émigré aux États-Unis, où il s'est installé en 1913 près de Cleveland en Ohio. Ward y est rapidement devenu renommé pour ses portraits.
Au début des années 1920s, lui et sa famille ont vécu en Floride avant de retourner en Ohio à Akron, où Ward est décédé à l'âge de 76 ans dans la maison de sa petite-fille.